# Alberto Gollán
Alberto Casiano Gollán (Rosario, Santa Fe; 24 de febrero de 1918  - Rosario, 24 de noviembre de 2014) fue un político y empresario televisivo argentino. Gollán tuvo una larga y destacada carrera como empresario de la ciudad de Rosario, donde fundó y comandó una de las empresas más emblemáticas de la ciudad: el conjunto de medios que conforman Grupo Televisión Litoral S.A. Como cabeza de Televisión Litoral, Gollán manejaba en el ámbito televisivo a Canal 3 de Rosario, también dirigiendo en el ámbito radial a Radio Dos (Rosario), FM Vida (Rosario), Frecuencia Plus (Rosario) y LRH 253 Radio Cataratas. Fue creador de Galavisión (TV por cable), FIAP (Festival Iberoamericano de la Publicidad); socio de Artear y presidió a entidades como PROA y la Asociación de Teleradiodifusoras Argentinas (ATA).
Gollán ejerció el cargo de Intendente de facto de la ciudad de Rosario entre el 18 de mayo de 1971 y hasta el 23 de septiembre de 1971, durante la dictadura militar de Lanusse, a su vez parte de la dictadura cívico-militar autodenominada "Revolución Argentina" (1966-1973). Además, por largos años, fue cónsul honorario del Reino Unido de Gran Bretaña e Irlanda del Norte.

## Biografía
Alberto Casiano Gollan fue el mayor de cuatro hermanos nacidos de la unión entre el Dr. Alberto M. Gollan y Ana de Larrechea. Se inició desde muy joven en el ámbito laboral y de manera muy comprometida fue auxiliar en la Biblioteca de la Facultad de Medicina de Rosario, escribiente en la Policía de Rosario, auxiliar en el Banco de la Nación Argentina en Rosario, comprador de haciendas en el Frigorífico Swift, gerente de Tec-San SRL, gerente del Diario La Unión de Tucumán, trabajador en el obraje y explotación del quebracho de la familia Posse en Tucumán; viajante, gerente de sucursal y luego jefe de Créditos de Argentina de la empresa Alpargatas. Fue también director de Ismael Aviles SA, de Peters Hnos. S.A, director fundador de Cindor S.A., director de Lagos del Sur, vicepresidente de Aerotransporte Litoral Argentino (ALA), director de la empresa de aviación Austral S.A. y, hasta sus últimos días, fundador, gerente general y alma mater de Televisión Litoral S.A.
En su larga carrera como empresario, "Don Alberto" fue la cabeza del Grupo Televisión Litoral S.A., controlando el Canal 3 de televisión de Rosario, Radio Dos (Rosario), FM Vida (Rosario), Frecuencia Plus (Rosario) y LRH 253 Radio Cataratas. Fue creador de Galavisión (TV por cable), FIAP (Festival Iberoamericano de la Publicidad); socio de Artear y presidió a entidades como PROA y la Asociación de Teleradiodifusoras Argentinas (ATA). También ejerció el cargo de Intendente de facto de la ciudad de Rosario entre el 18 de mayo de 1971 hasta el 23 de septiembre de 1971 durante la dictadura militar de Lanusse.
El 15 de marzo de 2005 fue condecorado como miembro honorario de la Orden del Imperio Británico por los servicios prestados a la Embajada Británica.
Fundó a sus 45 años -en 1963- un canal local de televisión abierta que desde sus inicios fue referente de Rosario en el país y protagonista distinguido de los inicios de la televisión privada en Argentina. [cita requerida]
Emprendedor único y dueño de una tenacidad inexorable, sus actividades comerciales lo llevaron desde la venta de boletos de hipódromo hasta dirigir durante cinco décadas uno de los principales y más exitosos grupos independientes de comunicación del país con llegada a más de tres millones de argentinos en el centro de la región productiva de la nación.
Su liderazgo natural lo hizo ocupar espacios esenciales y complejos de la vida institucional, de los medios audiovisuales y de la sociedad local y nacional. Fue fundador de la Asociación de Dirigentes de Ventas y Comercialización, presidente de la Asociación de Teleradiodifusoras Argentinas (ATA), presidente de las deliberaciones de la IX Asamblea General Ordinaria de la Asociación Internacional de Radio y Televisión (AIR) Buenos 1967 y representante de la Asociación de Teleradiodifusoras Argentinas (ATA) en la II Semana de Estudios Superiores de Televisión y en la primera Reunión de Productores Hispanoamericana de Televisión en Santiago de Compostela en 1967 y en Santander en 1969.
Presidió la delegación Argentina a la Asamblea General Extraordinaria de la Asociación Internacional de Radio y Televisión (AIR) en Quito en 1968; fue presidente de la Comisión Permanente de Defensa de la Democracia y también ocupó el cargo de intendente municipal de la ciudad de Rosario en 1971. Fue Consejero de la Asociación de Amigos del Museo Histórico de la ciudad de Rosario, vicepresidente de la Asociación Internacional de Radio y Televisión (AIR) y presidente Internacional de la actual A.D.C antes Comunidad Iberoamericana de la Comunicación Madrid-España. 
Por su participación social y compromiso con su tiempo, recibió distinciones en todos los ámbitos en los que se desempeñó. “Por su trayectoria profesional en la actividad publicitaria” por la IAA (International Adversiting Association); por el gobierno de la República italiana fue condecorado con el título de “Conmendatore dell ´Ordine della Stella della Solidarietá Italiana” y también con el de “Cavaliere Ufficiale dell ´Ordine al Mérito”.
Fue condecorado por su majestad el rey Juan Carlos I de España con el título “Encomienda de Número de la Orden del Mérito Civil” y en Argentina por el Parlamento Nacional que lo distinguió como “Mayor Notable Argentino” en reconocimiento a sus antecedentes, trayectoria y la proyección de su mensaje social y ético dirigido a las jóvenes generaciones. En marzo del año 2005 la Corona británica lo nominó miembro honorario de la Excelentísima Orden del Imperio Británico (MBE). 
Cosechó premios, reconocimientos y homenajes de sus pares y de la industria de los medios. Recibió el premio FUND TV a su trayectoria en los Medios de Comunicación; recibió el premio Broadcasting “por su trayectoria como Radiodifusor Argentino” y en 2006 recibió el premio de FUND TV a la trayectoria por sus 40 años en la Televisión Argentina. Fue galardonado con el premio "Golden Brain" por su recorrido y desempeño en los Medios de Comunicación; fue reconocido por la Cámara de Senadores de la Provincia de Santa Fe por su labor en el ámbito de la teleradiodifusión local y además, en noviembre de 2009, el Consejo Directivo de la Asociación de Teleradiodifusoras Argentinas (ATA) lo designó como el Primer Presidente Honorario de la Institución.
Por decreto de la Dirección Nacional de Radio y Televisión integró la Comisión de Homenaje por los 25 años de la Televisión Argentina; fue director y fundador de Invarar S.A. (Asociada a Artear S.A. Canal 13) Buenos Aires; impulsó y organizó el FIAP (Festival Iberoamericano de Publicidad); fundó y presidió Galavisión (televisión por cable) en la ciudad de Rosario y fue también presidente de PROA (Fundación para el fomento de la actividad Televisivo-Cinematográfica). Fue Presidente de la Fundación Estudios Litoral Argentino, fundador del Foro Regional Rosario, Capitán del Rosario Golf Club, vicepresidente del Club Rosarino de Pelota, Miembro de la Asociación “Amigos de la Flota de Mar” y destacado miembro del Rotary Club Rosario y un gran y apasionado socio de Atlético del Rosario.
Hombre de medios, Gollán fue uno de los personajes emblemáticos de la sociedad rosarina. Estuvo durante 50 años al frente de Televisión Litoral SA de Televisión Litoral. Falleció en noviembre de 2014, a los 96 años.

## Vida personal
En su matrimonio con María Beatriz Tonazzi, Gollán fue padre de tres hijos, Beatriz María, Ana Cecilia y Alberto Ciro; y abuelo de 13 nietos y bisabuelo de 21 niños.